# US Open 1999 - Qualificazioni doppio femminile
Le qualificazioni del doppio  femminile dell'US Open 1999 sono state un torneo di tennis preliminare per accedere alla fase finale della manifestazione. I vincitori dell'ultimo turno sono entrati di diritto nel tabellone principale. In caso di ritiro di uno o più giocatori aventi diritto a questi sono subentrati i lucky loser, ossia i giocatori che hanno perso nell'ultimo turno ma che avevano una classifica più alta rispetto agli altri partecipanti che avevano comunque perso nel turno finale.

## Teste di serie
1. Evgenija Kulikovskaja /  Sandra Načuk (primo turno)
2. Jelena Kostanić /  Tat'jana Puček (qualificate)
3. Sandra Cacic /  Maureen Drake (qualificate)
4. Rosa María Andrés Rodríguez /  Mariam Ramón Climent (primo turno)

1. Rita Kuti-Kis /  Marlene Weingärtner (primo turno)
2. Lindsay Lee /  Vanessa Webb (qualificate)
3. Jana Kandarr /  Samantha Reeves (ultimo turno)
4. Magda Mihalache /  Bryanne Stewart (primo turno)

## Qualificate
1. Lindsay Lee /  Vanessa Webb
2. Jelena Kostanić /  Tat'jana Puček

1. Sandra Cacic /  Maureen Drake
2. Svetlana Krivencheva /  Maja Murić

## Tabellone qualificazioni

### Legenda
| - Q = Qualificato - WC = Wild card - LL = Lucky loser | - ALT = Alternate - SE = Special Exempt - PR = Protected Ranking | - w/o = Walkover - r = Ritirato - d = Squalificato |

### Sezione 1
|  | Primo turno | Primo turno                        | Primo turno                        | Primo turno | Primo turno |  |  | Ultimo turno | Ultimo turno                  | Ultimo turno | Ultimo turno | Ultimo turno |  |
|  |             |                                    |                                    |             |             |  |  |              |                               |              |              |              |  |
|  | 1           | Evgenija Kulikovskaja Sandra Načuk | Evgenija Kulikovskaja Sandra Načuk | 64          | 4           |  |  |              |                               |              |              |              |  |
|  |             | Alice Canepa Barbara Schwartz      | Alice Canepa Barbara Schwartz      | 7           | 6           |  |  |              | Alice Canepa Barbara Schwartz | 6            | 3            | 63           |  |
|  | WC          | Julie Ditty Jennifer Russell       | Julie Ditty Jennifer Russell       | 69          | 4           |  |  | 6            | Lindsay Lee Vanessa Webb      | 4            | 6            | 7            |  |
|  | 6           | Lindsay Lee Vanessa Webb           | Lindsay Lee Vanessa Webb           | 711         | 6           |  |  |              |                               |              |              |              |  |

### Sezione 2
|  | Primo turno | Primo turno                    | Primo turno                    | Primo turno | Primo turno |  |  | Ultimo turno | Ultimo turno                   | Ultimo turno                   | Ultimo turno | Ultimo turno |  |
|  |             |                                |                                |             |             |  |  |              |                                |                                |              |              |  |
|  | 2           | Jelena Kostanić Tat'jana Puček | Jelena Kostanić Tat'jana Puček | 7           | 6           |  |  |              |                                |                                |              |              |  |
|  | WC          | Holly Parkinson Tracy Singian  | Holly Parkinson Tracy Singian  | 5           | 1           |  |  | 2            | Jelena Kostanić Tat'jana Puček | Jelena Kostanić Tat'jana Puček | 6            | 6            |  |
|  | WC          | Marissa Irvin Julie Scott      | 1                              | 7           | 4           |  |  | 7            | Jana Kandarr Samantha Reeves   | Jana Kandarr Samantha Reeves   | 3            | 4            |  |
|  | 7           | Jana Kandarr Samantha Reeves   | 6                              | 5           | 6           |  |  |              |                                |                                |              |              |  |

### Sezione 3
|  | Primo turno | Primo turno                       | Primo turno                   | Primo turno | Primo turno |  |  | Ultimo turno | Ultimo turno                  | Ultimo turno | Ultimo turno | Ultimo turno |  |
|  |             |                                   |                               |             |             |  |  |              |                               |              |              |              |  |
|  | 3           | Sandra Cacic Maureen Drake        | Sandra Cacic Maureen Drake    | 6           | 6           |  |  |              |                               |              |              |              |  |
|  |             | Amanda Grahame Trudi Musgrave     | Amanda Grahame Trudi Musgrave | 3           | 2           |  |  | 3            | Sandra Cacic Maureen Drake    | 6            | 63           | 7            |  |
|  |             | Melissa Mazzotta Andreea Vanc     | 6                             | 6           | 7           |  |  |              | Melissa Mazzotta Andreea Vanc | 1            | 7            | 5            |  |
|  | 5           | Rita Kuti-Kis Marlene Weingärtner | 78                            | 2           | 5           |  |  |              |                               |              |              |              |  |

### Sezione 4
|  | Primo turno | Primo turno                                      | Primo turno                                      | Primo turno | Primo turno |  |  | Ultimo turno                              | Ultimo turno                              | Ultimo turno | Ultimo turno | Ultimo turno |  |
|  |             |                                                  |                                                  |             |             |  |  |                                           |                                           |              |              |              |  |
|  | 4           | Rosa María Andrés Rodríguez Mariam Ramón Climent | Rosa María Andrés Rodríguez Mariam Ramón Climent | 4           | 3           |  |  |                                           |                                           |              |              |              |  |
|  |             | Ol'ga Barabanščikova Emmanuelle Gagliardi        | Ol'ga Barabanščikova Emmanuelle Gagliardi        | 6           | 6           |  |  | Ol'ga Barabanščikova Emmanuelle Gagliardi | Ol'ga Barabanščikova Emmanuelle Gagliardi | 6            | 68           | 3            |  |
|  |             | Svetlana Krivencheva Maja Murić                  | Svetlana Krivencheva Maja Murić                  | 6           | 6           |  |  | Svetlana Krivencheva Maja Murić           | Svetlana Krivencheva Maja Murić           | 1            | 710          | 6            |  |
|  | 8           | Magda Mihalache Bryanne Stewart                  | Magda Mihalache Bryanne Stewart                  | 4           | 3           |  |  |                                           |                                           |              |              |              |  |